# Longitarsus gloriae
Longitarsus gloriae là một loài bọ cánh cứng trong họ Chrysomelidae. Loài này được Doguet & Bergeal miêu tả khoa học năm 2001.